# Roger Altman
Pour les articles homonymes, voir Altman.
Roger Charles Altman (né le 2 avril 1946), est un banquier d'affaires américain, investisseur privé et ancien secrétaire d'État du département du Trésor sous la présidence de Bill Clinton. Il est président de la banque d'investissement Evercore Partners et membre du comité de direction du groupe bilderberg.